# Phaedyma fissizonata
Phaedyma fissizonata är en fjärilsart som beskrevs av Butler 1882. Phaedyma fissizonata ingår i släktet Phaedyma och familjen praktfjärilar. Inga underarter finns listade i Catalogue of Life.